# Marché commun centraméricain
Pour les articles homonymes, voir Traité de Managua (1860).

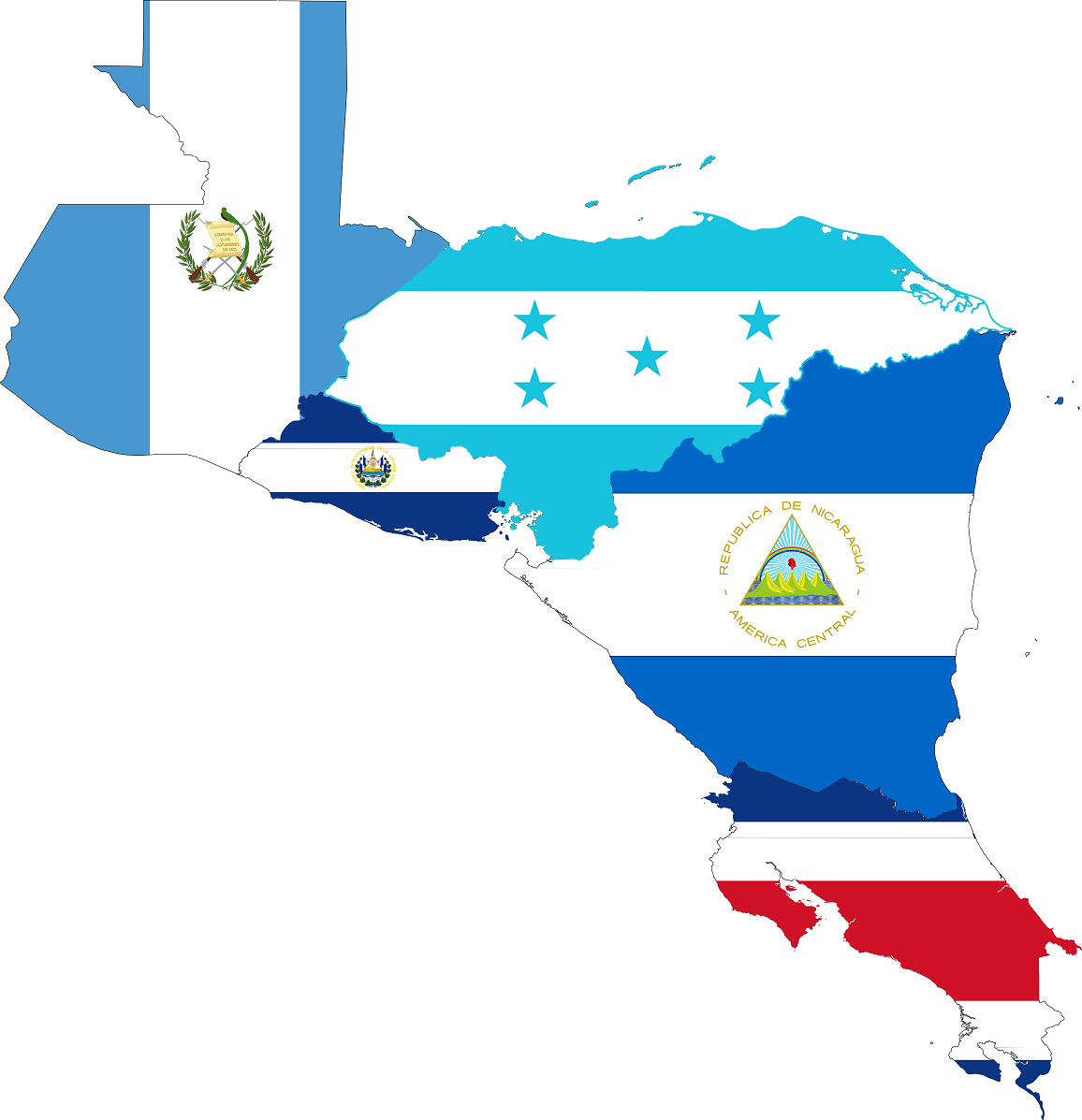
Carte du marché commun centraméricain:
Guatemala, El Salvador, Honduras, Nicaragua et Costa Rica

Le Marché commun centraméricain (MCCA) a été créé en 1960 et est régi par le Traité de Managua, ce qui en fait le plus ancien marché commun du continent américain. Il regroupe cinq États :
- Costa Rica (adhésion en 1962)
- Salvador
- Guatemala
- Honduras
- Nicaragua.

À sa création, le but de cette organisation était de promouvoir le commerce intrarégional par le biais d'une zone de libre-échange interne et par un développement industriel à l'abri de barrières protectionnistes. Il s'agissait d'appliquer une politique de développement basée sur la substitution d'importations dans le but de rompre avec l'extraversion économique, c'est-à-dire la dépendance par rapport aux matières premières et aux capitaux étrangers. Ce développement passait donc par la constitution de marchés nationaux susceptibles d'absorber les produits manufacturés des industries nationales. Ce programme a été appliqué en Amérique latine dans les années 1930-1970.
Dans les années 1960, ces pays connaissent un développement industriel rapide mais ne parviennent pas pour autant à s'affranchir de leur dépendance à l'agriculture. Le niveau de vie y demeure très bas et la forte concentration de la richesse constitue un frein au développement. La bourgeoisie salvadorienne « colonise » avec sa production le Honduras voisin. En réaction, la bourgeoisie hondurienne lance une campagne médiatique contre les produits des guanacos, terme par lequel les Salvadoriens sont péjorativement désignés. La campagne prend aussitôt un caractère xénophobe et des dizaines de milliers d’immigrants salvadoriens, dont l'arrivée remonte pour beaucoup à la fuite massive devant la répression de 1932, sont expulsés. Cette situation conduit à la guerre en 1969.
Or, les marchés intérieurs des pays centre-américains étant relativement restreints, eu égard à la faiblesse du pouvoir d'achat, le MCCA a été formé, dans l'optique, en quelque sorte, d'additionner les marchés nationaux sans atteindre pleinement ses objectifs. La même perspective a été mise en œuvre dans le cadre du Caricom. Cependant, malgré de réels progrès en matière d'échanges commerciaux, la répartition intérieure des richesses n'a pas été sensiblement améliorée, et il n'a pas été entièrement possible de faire face à la demande croissante d'emplois urbains, résultat de l'exode rural. 
Le MCCA a été revitalisé, en 1991, par la création du système d’intégration centre-américain (SICA) qui a été plus dynamique.
En 2003, les échanges intrarégionaux atteignent environ 27 % du commerce total des pays du MCCA, pour atteindre par la suite les 38 % en 2008.